# Tobias Mohr
Tobias Mohr (* 24. srpna 1995) je německý profesionální fotbalista, který hraje na pozici levého záložníka za klub FC Schalke 04.

## Kariéra
Dne 8. června 2022 Mohr přestoupil do Schalke 04, nově postoupivšího týmu do Bundesligy, a podepsal tříletou smlouvu.

## Statistiky

### Klubové
Platí k zápasu hranému 25. ledna 2025.
| Klub                | Sezóna            | Liga                | Liga   | Liga | Národní pohár | Národní pohár | Ostatní | Ostatní | Celkově | Celkově |
| Klub                | Sezóna            | Soutěž              | Zápasy | Góly | Zápasy        | Góly          | Zápasy  | Góly    | Zápasy  | Góly    |
| ------------------- | ----------------- | ------------------- | ------ | ---- | ------------- | ------------- | ------- | ------- | ------- | ------- |
| Alemannia Aachen II | 2013/14           | Mittelrheinliga     | 4      | 2    | —             | —             | —       | —       | 4       | 2       |
| Alemannia Aachen II | 2014/15           | Mittelrheinliga     | 20     | 3    | —             | —             | —       | —       | 20      | 3       |
| Alemannia Aachen II | 2015/16           | Mittelrheinliga     | 12     | 0    | —             | —             | —       | —       | 12      | 0       |
| Alemannia Aachen II | Celkově           | Celkově             | 36     | 5    | —             | —             | —       | —       | 36      | 5       |
| Alemannia Aachen    | 2014/15           | Regionalliga West   | 9      | 0    | —             | —             | —       | —       | 9       | 0       |
| Alemannia Aachen    | 2015/16           | Regionalliga West   | 21     | 2    | —             | —             | —       | —       | 21      | 2       |
| Alemannia Aachen    | 2016/17           | Regionalliga West   | 30     | 1    | —             | —             | —       | —       | 30      | 1       |
| Alemannia Aachen    | 2017/18           | Regionalliga West   | 20     | 1    | —             | —             | —       | —       | 20      | 1       |
| Alemannia Aachen    | Celkově           | Celkově             | 80     | 4    | —             | —             | —       | —       | 80      | 4       |
| Greuther Fürth II   | 2018/19           | Regionalliga Bayern | 2      | 2    | —             | —             | —       | —       | 2       | 2       |
| Greuther Fürth      | 2018/19           | 2. Bundesliga       | 19     | 4    | 1             | 0             | —       | —       | 20      | 4       |
| Greuther Fürth      | 2019/20           | 2. Bundesliga       | 17     | 1    | 1             | 0             | —       | —       | 18      | 1       |
| Greuther Fürth      | Celkově           | Celkově             | 36     | 5    | 2             | 0             | —       | —       | 38      | 5       |
| 1. FC Heidenheim    | 2019/20           | 2. Bundesliga       | 16     | 1    | —             | —             | 1       | 0       | 17      | 1       |
| 1. FC Heidenheim    | 2020/21           | 2. Bundesliga       | 26     | 2    | 1             | 0             | —       | —       | 27      | 2       |
| 1. FC Heidenheim    | 2021/22           | 2. Bundesliga       | 33     | 8    | 1             | 0             | —       | —       | 34      | 8       |
| 1. FC Heidenheim    | Celkově           | Celkově             | 75     | 11   | 2             | 0             | 1       | 0       | 78      | 11      |
| Schalke 04          | 2022/23           | Bundesliga          | 18     | 0    | 2             | 0             | —       | —       | 20      | 0       |
| Schalke 04          | 2023/24           | 2. Bundesliga       | 19     | 1    | 2             | 0             | —       | —       | 21      | 1       |
| Schalke 04          | 2024/25           | 2. Bundesliga       | 14     | 3    | 2             | 1             | —       | —       | 16      | 4       |
| Schalke 04          | Celkově           | Celkově             | 51     | 4    | 6             | 1             | —       | —       | 57      | 5       |
| Celkově v kariéře   | Celkově v kariéře | Celkově v kariéře   | 280    | 31   | 10            | 1             | 1       | 0       | 291     | 32      |